# Landgericht Homburg
Das Landgericht Homburg bestand von 1804 bis 1806 und von 1814 bis 1840 als bayerisches Landgericht älterer Ordnung mit Sitz in Marktheidenfeld im heutigen Landkreis Main-Spessart. Von 1806 bis 1814 gehörte das Landgericht älterer Ordnung zum Großherzogtum Würzburg. Die Landgerichte waren im Königreich Bayern  Gerichts- und Verwaltungsbehörden, die 1862 in administrativer Hinsicht von den Bezirksämtern und 1879 in juristischer Hinsicht von den Amtsgerichten abgelöst wurden.

## Geschichte
Mit der Verwaltungsneugliederung Bayerns wurde das Landgericht Homburg mit Sitz in Marktheidenfeld im Kurfürstentum Bayern errichtet. 1806 bis 1814 war es ein Landgericht im Großherzogtum Würzburg. Es bestand bis zum Übergang an das Großherzogtum Würzburg, wo es den Namen Landgericht Homburg am Main bis zum Übergang an das Königreich Bayern trug. Im Königreich Bayern kam das Landgericht Homburg wieder unter seinem alten Namen zum Untermainkreis.
Im Jahr 1840 wurde das Landgericht Homburg nach seinem Sitz in Landgericht Marktheidenfeld umbenannt.